# Ulica Oświęcimska w Opolu
Ulica Oświęcimska – najważniejsza ulica na terenie opolskich dzielnic - Grotowic oraz Groszowic. Rozpoczyna się w miejscu połączenia ulic ks. Jerzego Popiełuszki oraz ks. Franciszka Rudzkiego. Do skrzyżowania z ulicą Wiktora Gorzołki jest jednokierunkowa. Następnie biegnie na południe, ku granicy miasta, gdzie przechodzi w drogę bez nazwy. Na całej swojej długości stanowi fragment trasy wojewódzkiej .